# 牧野成貞
牧野成貞（日语：／ Makino Narisada，1634年—1712年7月8日）是日本江戶時代的大名。館林藩家老、5代將軍德川綱吉的側用人、下總國關宿藩主。越後長岡藩主、三河牧野氏的支族。成貞系牧野家初代。

## 家族

### 妻妾
- 正室：大戶阿久里（大戶吉勝之女。德川綱吉生母桂昌院的侍女。依桂昌院的指示與成貞結婚。）
- 側室：藤田氏

### 子女
- 長子：牧野貞通（1707年-1749年）。母為側室藤田氏。幼名幸之助。為成貞73歳時所得之子。
- 長女：牧野松子（1667年-1687年5月3日）。與永井貞清（永井十郎左衛門）結婚。法名玉心院。
- 次女：牧野安：（1669年-1689年）。1681年12月與成貞的養子牧野成時結婚。
- 三女：牧野龜：（1671年-？）。

### 養子女
- 牧野成時：（1663年-1687年）。為信濃守黑田用綱四男。母親是都築為次的養女。幼名為直陸，通稱右衛門、兵部。1681年12月與成貞次女牧野安結婚。1682年12月14日升為從五位下，死因根據記錄為1687年9月27號因食物中毒死亡（另有一說為1682年在美濃守時，安被大奧召見當晚切腹自殺）。
- 牧野成春：（1682年-1707年）。為大戶吉房（大戶阿久里叔父的兒子）之子。母為大戶吉勝的女兒。）幼名秀壽丸、式部。1693年4月18日奉德川綱吉的指示成為養子。
- 初姫：瑞春院的妹婿白須政安的女兒、遠藤數馬的妹妹。與戶田氏成結婚。
- ？：大戶吉勝的女兒、阿久里的妹妹。與六郷政晴結婚。
- ？：大戶半彌某的女兒。與屋代忠知結婚。